# Vadžra

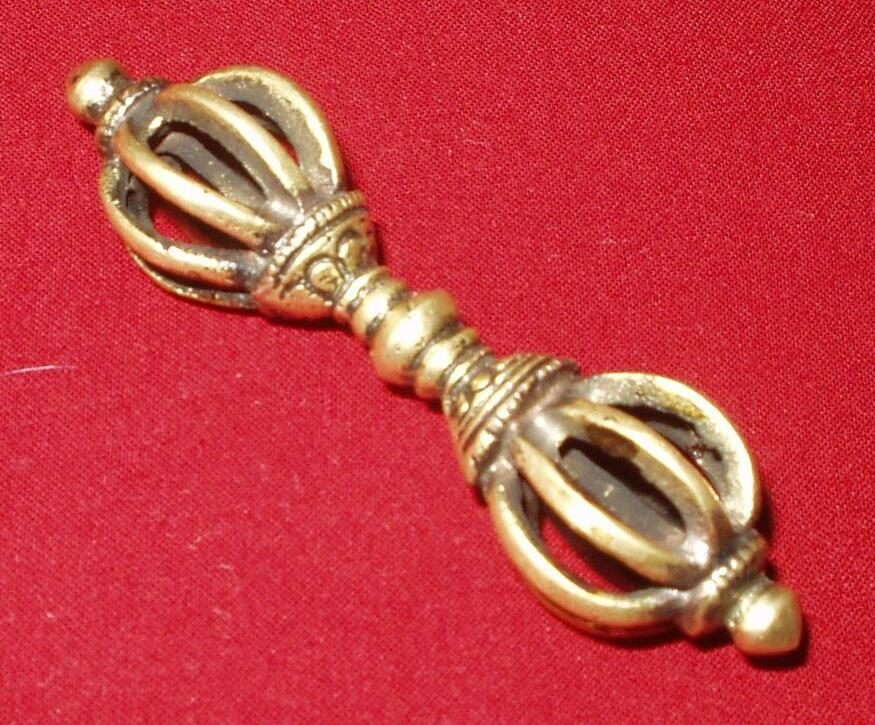
Vadžra

Vadžra (v dévanágarí वज्र, tib. Dordže) je slovo původem ze sanskrtu a bývá často překládáno jako „diamant“ či „hromoklín“, ale skutečný překlad transliterace Dordže je nezničitelný. V buddhismu se slovo vadžra též používá pro označení rituálního předmětu, který je často používán v tantrických rituálech. Lze ji nalézt na mnohých vyobrazeních a je jedním z nejdůležitějších buddhistických symbolů vůbec. Představuje spolu se zvonkem Dilbu vadžrajánu, jeden ze tří hlavních proudů buddhismu a především její cíl. Na každé straně má buď čtyři, šest, nebo osm paprsků (plus jeden středový).

## Hinduismus
V hinduistické mytologii je vadžra zbraň Indry, védského boha deště a vládce dévů. Je velice mocnou zbraní, která kombinuje vlastnosti meče, palcátu a kopí. V této souvislosti se většinou vadžra překládá jako „hromoklín“.

## Tantrický buddhismus
Vadžra ničí všechnu nevědomost, příčinu našeho utrpení. V tantrickém buddhismu vadžra představuje mužský pohlavní orgán, kosmickou sílu a soucit. Zvonek symbolizuje ženský pohlavní orgán, ženský kosmický princip a sílu moudrosti. Některá božstva jsou vyobrazována, jak drží každou část vadžry v jiné ruce, což symbolizuje spojení síly soucitu a moudrosti.
Vadžra je symbol Vadžrajány, jedné z tří hlavních cest buddhismu.